# Anolis caudalis
Anolis caudalis är en ödleart som beskrevs av  Cochran 1932. Anolis caudalis ingår i släktet anolisar, och familjen Polychrotidae. Inga underarter finns listade i Catalogue of Life.